# 薬師院 (明石市)
薬師院（やくしいん）は、兵庫県明石市にある高野山真言宗の寺院。山号は清冷山。明石西国霊場第7番札所および播磨八薬師霊場の1番札所である。通称「ぼたん寺」として知られる。

## 沿革
伝承によれば、行基がこの地を訪れた際、錫杖を地に突き立てると[霊水がわき出し、その中から薬師如来像が出現した。そこで、薬師院を創建しその像を祀ったのがこの寺院の始まりとされる。現在は、ぼたん寺として知られているが、明治初期に当時の住職が根を薬用にするためボタンを植えたのが始まりとされる。境内には2千平方メートルのぼたん園が整備されている。開花時期には約50種、約2000株のボタンが咲く。

## 境内
- 本堂 - 本尊の薬師如来、弘法大師、千手観音などが安置されている。
- 毘沙門堂 - 毘沙門天などが安置されている。
- さづけ地蔵 - 弘法大師生誕1200年を記念して、1973年（昭和48年）に建立された。

## 交通アクセス
- 電車
  - JR西日本山陽本線魚住駅徒歩20分
  - 山陽電鉄山陽魚住駅徒歩10分
- 明石市コミュニティバス（たこバス）
  - 西岡東ルートぼたん寺口バス停から徒歩約3分